# زکستان
زَکِستان، با نام رسمی جمهوری زکستان، ریزکشوری در شهرستان باکس الدر، ایالت یوتای آمریکا است، که توسط رئیس‌جمهور خودخوانده زک لندزبرگ در ۱۹ نوامبر ۲۰۰۵ ایجاد شده‌است.
زک لندزبرگ، مجسمه‌سازی ساکن بروکلین است، که زمین زکستان را در ژوئیه ۲۰۰۵ به مبلغ ۶۱۰ دلار خریداری کرده‌است. مساحت زکستان بین ۲ تا ۴ آکر است و نزدیک‌ترین شهر به آن که در ۶۰ مایلی است، مونتلو، نوادا می‌باشد.